# Paranthrene thalassina
Paranthrene thalassina là một loài bướm đêm thuộc họ Sesiidae. Nó được biết đến ở Malawi.